# Cassano Valcuvia
Cassano Valcuvia (lombardul: Cassan) település Olaszországban, Varese megyében. Lakosainak száma 660 fő (2023. január 1.). Cassano Valcuvia Cuveglio, Duno, Ferrera di Varese, Grantola, Mesenzana és Rancio Valcuvia községekkel határos.

## Népesség
A település népességének változása:
| Lakosok száma | 669  | 675  | 660  |
|               | 2017 | 2018 | 2023 |